# Silanus
Silanus – miejscowość i gmina we Włoszech, w regionie Sardynia, w prowincji Nuoro.
Według danych na rok 2004 gminę zamieszkiwało 2391 osób, 49,8 os./km². Graniczy z Bolotana, Bortigali, Dualchi, Lei i Noragugume.